# Nagyenyedi börtön
A nagyenyedi börtön büntetés-végrehajtási intézet Romániában, a Fehér megyei Nagyenyeden. Hírhedtté az itt tartott politikai foglyok miatt vált, különösen a második világháború idején Ion Antonescu alatt, valamint a kommunista rendszerben.

## Története

### A kezdetek
A börtön első említése 1786-ból származik. 1839 és 1849 a nagyenyedi törvényszék börtöne volt. Miután 1849. januárban tűz károsította, 1857-ben új épület építését kezdték el, amelyet 1860-ban fejeztek be. Az épület a város északkeleti részén helyezkedett el, helyén korábban katonai laktanya és katonai kórház volt. Az építkezés költsége a környező telkek kisajátítását is beleértve 224 800 forintot tett ki. 1857-ben női fegyintézetet létesítettek; 1857-ben 72, 1858-ban 88, 1859-ben 103, 1860-ban 102, 1861-ben 90, 1862-ben 58, 1863-ban 55 női rabot őriztek itt. 1872. végén a női fegyintézet anyagi okok miatt megszűnt, és a női foglyokat Márianosztrára szállították át. Az épületet 1872-től járásbírósági fogháznak, majd fiókbörtönnek használták. Az 1878-as Csemegi-kódex előírásainak megfelelően munkatermeket létesítettek, 1880-tól kerületi börtönként működött. Az elkülönítésre szolgáló magánzárkát 1881–1882-ben toldották hozzá. Végül 1889 és 1892 között egy T alakú egységet építettek 312 cellával.
1896-as adatok szerint a nagyenyedi létesítmény 43 hálóteremmel és 28 munkateremmel rendelkezett, és elméletileg (16m3/fővel számolva) 276 fő befogadására volt alkalmas, de 1896. december 31-én a fogvatartottak létszáma 675 fő volt. 1903-ban az elméleti befogadóképesség még mindig 276 fő volt, ekkor az év végi létszám 641 fő volt.

A börtön alaprajza
A magánzárkák épülete
Munkaterem a börtönben

### A két világháború között és a második világháború idején
1926–1943 között 143 kommunista aktivistát tartottak fogva a nagyenyedi börtönben. 1941-ben a legionárius felkelés leverése után a Vasgárda tagjait is ide zárták be. A legtöbb politikai fogoly a börtönben a második világháború alatt 1944-ben volt, amikor 851 politikai elítéltet és 6 gyanúsítottat tarttottak fogva.

### A kommunista rendszerben
A máramarosszigeti, szamosújvári és Râmnicu Sărat-i börtönök  mellett a nagyenyedi volt a legfontosabb és legkeményebb intézmény, amelyben politikai foglyokat őriztek a kommunista Romániában. Politikai foglyok 1945-től kezdve az 1989-es romániai forradalomig voltak itt. 1945-ben csupán 164 rab maradt Nagyenyeden; 1946 végére már 345 politikai foglyot és 93 gyanúsítottat tartottak fogva. Ez a létszám 1947-ben 256-ra és 346-ra nőtt, 1948-ban pedig 889-re illetve 1269. A háború utáni első négy évben összesen 2405 rabot és 1683 gyanúsítottat őriztek.
1945-ben a Román Kommunista Párt főtitkára, Gheorghe Gheorghiu-Dej egyik beszéde nyomán a börtönben átnevelési programot indítottak a legionáriusok számára: a munka mellett marxista műveket kellett olvasniuk; az átnevelést visszautasítókra magánzárka várt. Az önkritikát gyakorlók közül egyeseket 1963-ban szabadon bocsátottak; ők szabadulásuk után cikkeket írtak a Glasul patriei című, a nyugaton élő románoknak szánt folyóiratba.
1948. október és 1949. november között több mint 4000 politikai foglyot hoztak a nagyenyedi börtönbe, az 1950-es évek elején pedig évente több mint 2000-et. A Centrul Internaţional de Studii asupra Comunismului [Nemzetközi Központ a Kommunizmus Tanulmányozására] tanulmánya szerint a a kommunista rendszer idején a romániai politikai foglyok 16,2%-a töltött valamennyi időt Nagyenyeden. 1945 és 1965 között 563 halálesetet jegyeztek fel a börtönben, a legtöbbet (110) 1947-ben. A halál oka többnyire tífusz, a hideg, a megfelelő orvosi ellátás hiánya, alultápláltság és a magánzárka volt. 1945 és 1989 között összesen 782 rab halt meg Nagyenyeden.
Egy 1954-es CIA-jelentés szerint: "A nagyenyedi börtön az egyik legnagyobb és legkeményebb Romániában. A politikai foglyok nem kaphatnak levelet vagy csomagot otthonról, leszámítva, hogy időnként megengedik nekik, hogy levélben téli ruhát kérjenek az otthoniaktól.  […] Büntetési formák a „tartalékba”, azaz egy levegőt alig tartalmazó ládába zárás, kényszermunka, vagy a híres Duna–Fekete-tenger-csatornánál történő munka." Ion Ioanid A mi mindennapi börtönünk című emlékiratában a tizenkét évnyi, börtönökben és munkatáborokban eltöltött időről emlékezve megjegyzi, hogy Nagyenyed elszigetelése a külvilágtól a legszigorúbb volt, és így folytatja: „Hírneve jól megalapozott volt. A legbörtönebb börtön. Jelképpé vált. A szentek szentje.”
Az 1950-es és 1960-as években a börtön műhelyébe szállították a román királyi hadsereg tisztjeitől elkobzott díszkardokat megsemmisítés illetve újrahasznosítás céljából.

#### Igazgatói
A nagyenyedi börtön igazgatói a kommunista időszakban az alábbiak voltak:
- Alexandru Guțan őrnagy, 1945–1948
- Alexandru Farcaș őrnagy, 1948–1950
- Nicolae Dorobanțu százados, 1950–1953
- Ștefan Koller ezredes, 1953–1958
- Gheorghe Crăciun(wd) ezredes, 1958 november–1964. december 31.
- Iorgu Volcescu ezredes, 1965–1973
- Traian Moldovan ezredes, 1973–1978
- Mihai Damian alezredes, 1978–1981
- Vasile Rus ezredes, 1981. december 1. – 1987. április 1.
- Vasile Țârtan ezredes, 1987. április 1. – 1991. április 26.

#### Rabtemető
A börtönben elhunytakat a börtön saját temetőjében, jeltelen sírokban, a rokonok értesítését mellőzve hantolták el. 1957-ben fény derült arra, hogy az egyik börtönőr azonosította a sírokat, értesítette a rokonokat, és egy megfelelő összeg fejében gondozta a sírt vagy segített a holttest exhumálásában.
1992-ben a volt politikai foglyok szövetsége kezdeményezte egy emlékmű állítását a temetőben; ennek munkálatai 1999-ben fejeződtek be.

### Napjainkban

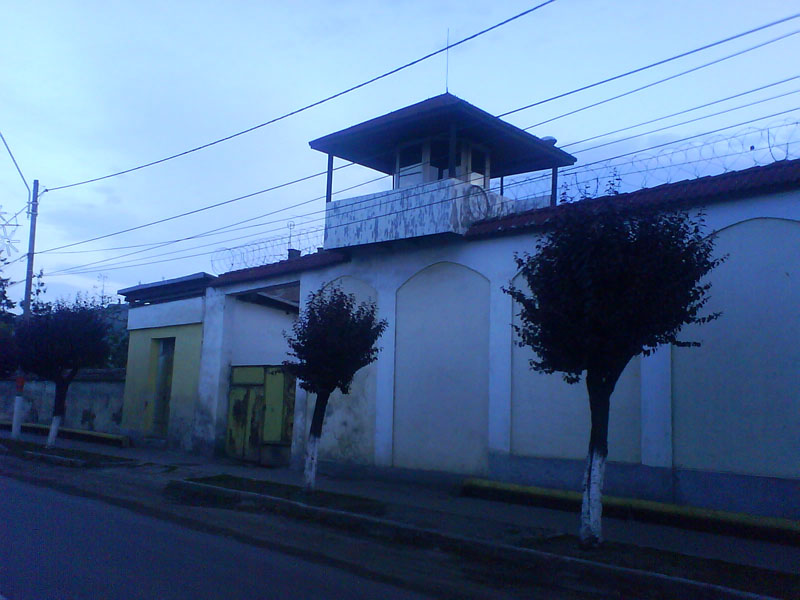
Az őrtorony

A börtön napjainkban (2024. március) maximális biztonsági fokozatú fegyházként működik. 2009-ben átlagosan 1198 elítéltet őriztek benne. 2017-ben 759 férőhelye volt, de ennél hetvennel több rabot tartottak fogva. 2018. július 2-án a törvényes férőhelyek száma 518, a fogvatartottak száma 566 volt. A börtön honlapján 2024. március 23-án olvasható adatok szerint a törvényes befogadóképesség 723 fő, és mintegy ezer rabot tartanak fogva.
A börtönben általános orvosi rendelő, fogorvosi rendelő, gyógyszertári fiók, ortodox templom, könyvtár és tornaterem található.
2017 óta a börtön egyik terme a kommunista időszakban itt raboskodó politikai elítélt, Petre Țuțea nevét viseli; a terem oktatási és pszichoszociális segítségnyújtási célokat szolgál. Szintén 2017-ben fejezték be a látogatók fogadására szolgáló helyiség kialakítását.
2022-ben elindult a börtön modernizálása és bővítése, amelynek során a hasznos alapterületet 920 négyzetméterről 1555-re tervezik növelni. A munkálatok várhatóan 24 hónapot tartanak, a projekt összes költsége 2,5 millió euró lesz.

## Nevezetes foglyai
Ez a nem teljes lista a nagyenyedi börtön nevezetes foglyait tartalmazza. A néve előtti † jel a börtönben elhunytakat jelzi.
- Horia Agarici(wd) pilóta[27]
- Wolf von Aichelburg költő[28]
- † Aurel Aldea(wd) katonatiszt[6]
- Bartolomeu Anania(wd) ortodox püspök[29]
- Constantin Anghelache(wd) labdarúgó[30]
- Ioan Arbore(wd) katonatiszt[31]
- Ionel Bandrabur(wd) író[32]
- Benedek Simon ferences szerzetes[33]
- Emil Bodnăraș katonatiszt, politikus[34]
- † Bogdánffy Szilárd római katolikus püspök[6]
- † Ilie Borz(wd) görögkatolikus pap[6]
- Emil Boșca-Mălin(wd) bíró, újságíró[32]
- Sorin Bottez(wd) politikus[35]
- † Traian Brăileanu(wd) szociológus, oktatásügyi miniszter[6]
- Vasile Brătulescu(wd) festő[32]
- Harry Brauner(wd) zeneszerző, muzikológus[36]
- Radu Budișteanu(wd) ügyvéd, politikus, kultuszminiszter[9]
- † Constantin Bușilă(wd) mérnök, közmunka- és távközlésügyi miniszter[6]
- † Emil Calmanovici(wd) mérnök[6]
- Corneliu Calotescu(wd) katonatiszt[37]
- George Matei Cantacuzino(wd) festő, építész[38]
- Ion Caraion(wd) költő[39]
- Ion Cârja(wd) író[32]
- Ștefan Cârjan(wd) labdarúgó[40]
- † Ioan Carlaonț(wd) katonatiszt[6]
- Radu Cioculescu(wd) író, műfordító[41]
- Radu Ciuceanu(wd) történész[42]
- Alexandru Claudian(wd) szociológus, költő[32]
- Vladimir Constantinescu(wd) katonatiszt[43]
- Corneliu Coposu politikus[44]
- Dumitru Coroamă(wd) katonatiszt[45]
- Nichifor Crainic író, politikus, teológus, újságíró[10]
- † Gheorghe A. Cuza(wd) ügyvéd, politikus[6]
- Sergiu Dan(wd) író[32]
- Ion Diaconescu(wd) politikus[44]
- Romulus Dianu(wd) író[32]
- Ioan Dumitrache(wd) katonatiszt[46]
- Anton Dumitru(wd) filozófus, matematikus[32]
- † Constantin Eftimiu(wd) katonatiszt[6]
- Gheorghe Eminescu(wd) történész, katonatiszt[47]
- † Ilarion Felea(wd) ortodox pap[6]
- Radu Filipescu(wd) rendszerkritikus aktivista[48]
- Valeriu Gafencu(wd) legionárius[49]
- † Gajdátsy Béla római katolikus pap[50]
- † Constantin Gane(wd) író[6]
- Alexandru Ghica(wd) jogász, legionárius, az állambiztonság és rendőrség vezetője[10]
- † Victor Gomoiu(wd) orvos, egészségügyi miniszter[51]
- Radu Gyr(wd) író[10]
- Pantelimon Halippa(wd) politikus, újságíró[52]
- Traian Herseni(wd) szociológus, történész, pszichológus[32]
- † Iosif Iacobici(wd) katonatiszt, hadügyminiszter[6]
- Dem Iliescu(wd) költő, ügyvéd[32]
- Ion Ioanid(wd) író[53]
- † Modest Isopescu(wd) csendőrtiszt[6]
- George Ivașcu(wd) újságíró, irodalomkritikus[26]
- † Gheorghe Koslinski(wd) admirális, államtitkár[6]
- Radu Lecca(wd) újságíró, kém[26]
- † Luka László politikus, pénzügyminiszter[6]
- Horia Macellariu ellentengernagy[54]
- † Nicolae Macici(wd) katonatiszt[6]
- Gheorghe Manoliu(wd) katonatiszt[55]
- † Gheorghe Manu(wd) fizikus, legionárius[6][10]
- † Socrat Mardari(wd) katonatiszt[6]
- † Ioan I. Marian mezőgazdasági miniszter[6]
- † Ion C. Marinescu(wd) nemzetgazdasági, majd igazságügyi miniszter[6]
- Márton Áron katolikus püspök[56]
- Ion Maxim(wd) költő, író[32]
- † Istrate Micescu(wd) jogász, politikus, külügyminiszter[32]
- Radu Mironovici(wd) legionárius[10]
- † Gheron Netta(wd) pénzügyminiszter[32]
- Alexandru Nicolschi(wd) kém, rendőrtiszt[57]
- Gherman Pântea(wd) ügyvéd, politikus[58]
- Arsenie Papacioc(wd) ortodox pap[59]
- Isac Peltz(wd) újságíró[32]
- Marcel Petrișor(wd) író[32]
- † Constantin Petrovicescu(wd) katonatiszt, belügyminiszter[6]
- Ion Petrovici(wd) filozófus[32]
- Plesz József katolikus pap[60]
- N. Porsenna(wd) ügyvéd, író[61]
- † Ion Sichitiu katonatiszt(wd)[62]
- Gheorghe Șincai történész, nyelvész, fordító, költő[63]
- Victor Slăvescu(wd) közgazdász, pénzügyminiszter[32]
- Virgil Solomon(wd) politikus, közmunkaügyi miniszter[64]
- Dumitru Stăniloae(wd) ortodox teológus[65]
- † Gheorghe Stavrescu(wd) katonatiszt[6]
- Nicolae Steinhardt(wd) író, ortodox remete[66]
- Paul Sterian(wd) szociológus, író, diplomata[67]
- Petre Strihan(wd) költő[32]
- Andrew Tate internetes személyiség, profi kick-boxoló[68]
- Constant Tonegaru(wd) költő[69]
- † Ioan Topor(wd) katonatiszt[6]
- † Sandu Tudor(wd) költő, ortodox szerzetes[32]
- Petre Țuțea(wd) közgazdász, filozófus, legionárius[26]
- Varga Katalin az erdélyi bányászmozgalom vezetője[70]
- Venczel József társadalomkutató[71]
- † Mircea Vulcănescu(wd) filozófus[6]

## Fordítás
- Ez a szócikk részben vagy egészben  az   Aiud Prison című angol Wikipédia-szócikk ezen változatának fordításán alapul.  Az eredeti cikk szerkesztőit annak laptörténete sorolja fel. Ez a jelzés csupán a megfogalmazás eredetét és a szerzői jogokat jelzi, nem szolgál a cikkben szereplő információk forrásmegjelöléseként.